# Teutonia Misburg Portland-Cementwerk

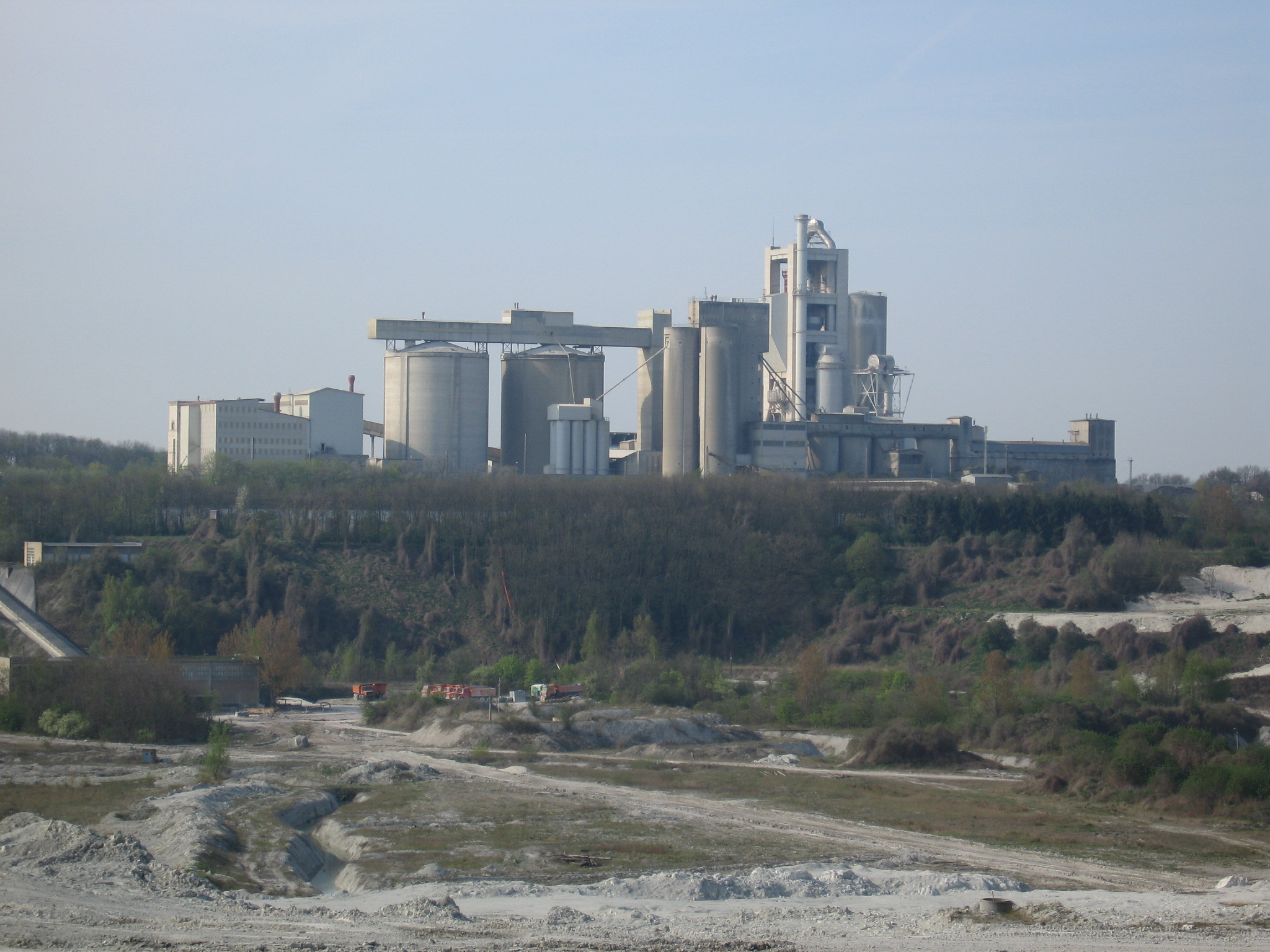
Teutonia-Zementwerk und eine seiner Mergelgruben

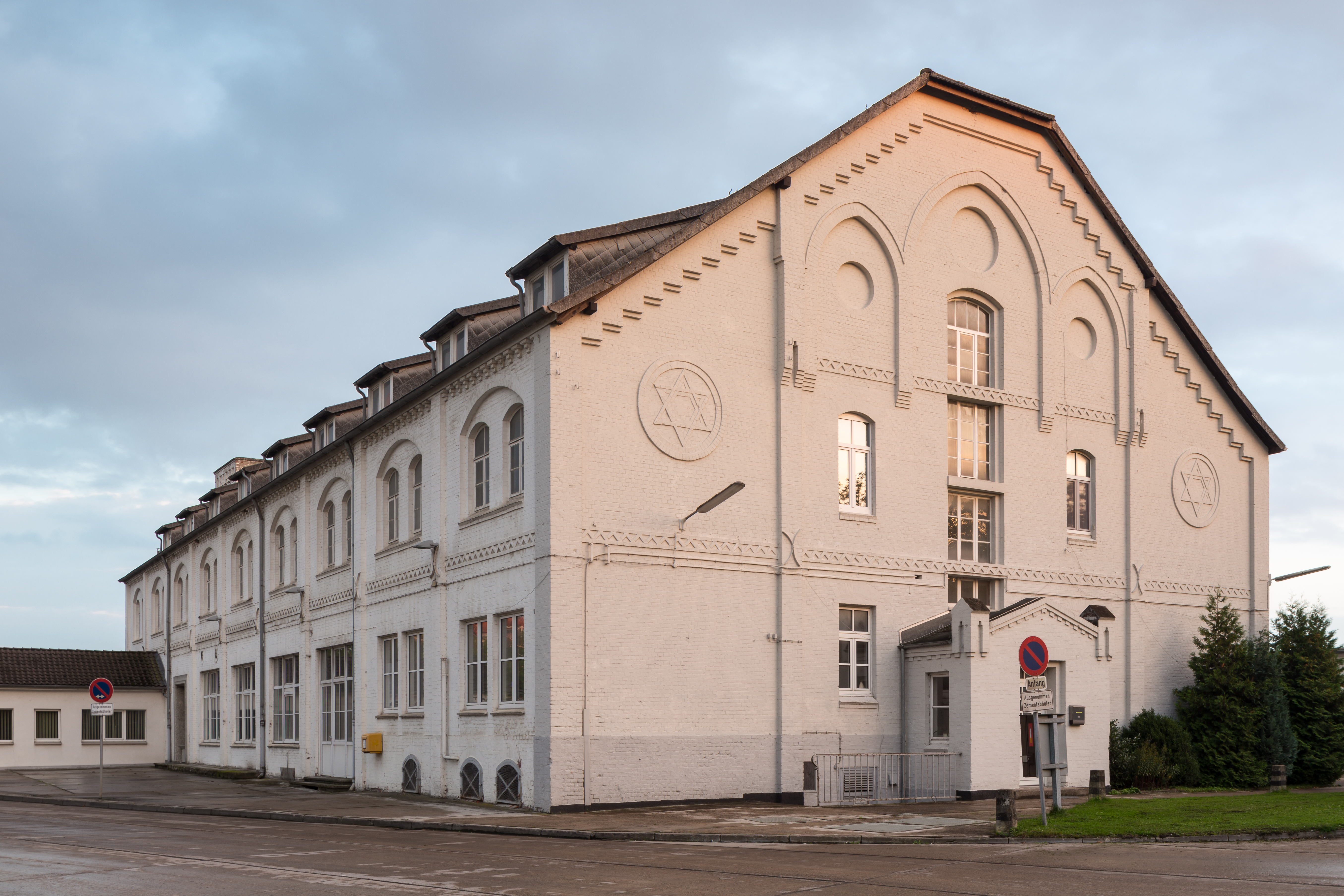
Denkmalgeschützte Teutonia-Fabrikhalle von 1899

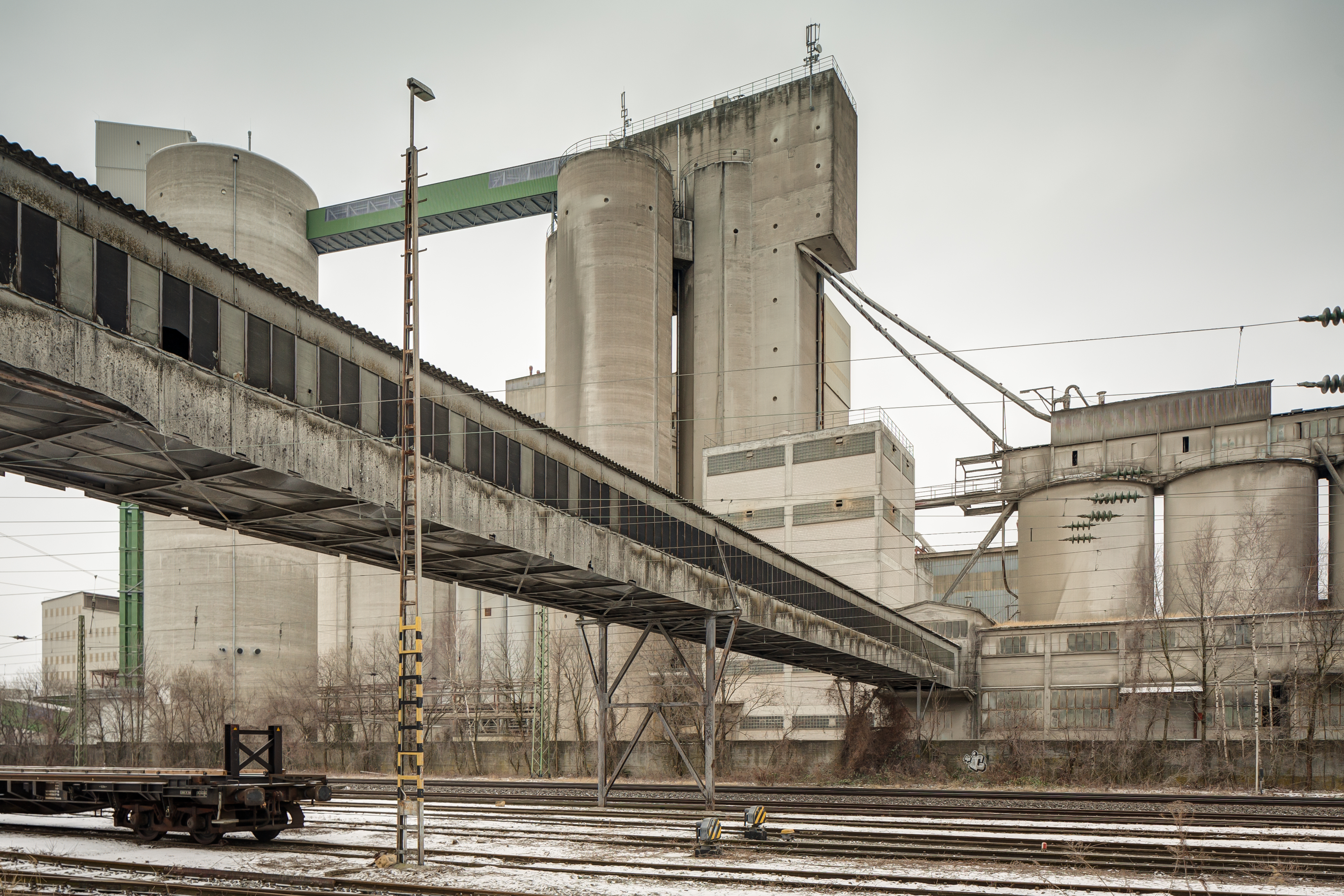
Heutige Werksanlagen

Das Teutonia Misburg Portland-Cementwerk war eine 1897 gegründete Aktiengesellschaft zur Produktion des Baustoffs Portlandzement in Misburg. Das Unternehmen war Teil der im letzten Viertel des 19. Jahrhunderts entstandenen Zementindustrie bei Hannover. 2004 übernahm HeidelbergCement das Unternehmen und produziert am selben Standort weiter unter der Bezeichnung Zementwerk Hannover.

## Geschichte
Der Unternehmensmitgründer Berthold Lange (1860–1930) war zunächst Betriebsleiter beim Zementwerk Germania in Misburg. Er strebte nach Eigenständigkeit und gründete 1897 mit Gerhard Bolze (1854–1915) die Teutonia Misburger Portland-Cementfabrik AG. 1898 begannen die Bauarbeiten für das neue Werk. Während einer der Aufschwungphasen der Bauindustrie erfolgte die Inbetriebnahme, sodass die Fabrik anfangs eine gute Auslastung hatte. Ab dem Jahr 1901 herrschte ein starker Preiskampf zwischen den Zementunternehmen. 1908 wurden die hölzernen Werksanlagen durch einen Brand größtenteils zerstört. Sie wurden als moderne Stahlkonstruktion wieder aufgebaut. Nach der Wiederinbetriebnahme fiel das Unternehmen in eine Stagnationsphase und die Gewinne brachen ein.
Während des Ersten Weltkriegs kam es des Öfteren zu Störungen in der Kohlezufuhr des Unternehmens und auch Behinderungen im Bahntransport. In der Kriegszeit wurden im Betrieb polnische Gefangene und russische Kriegsgefangene eingesetzt. Die kriegs-, nachkriegs- und inflationsbedingten Schwierigkeiten des Unternehmens waren erst in der Mitte der 1920er Jahre durch den verstärkten Wohnungsbau behoben.
1943 übernahm Emma Lange die Führung des Unternehmens und behielt sie bis 1948. Die Familie Lange hielt die Aktienmehrheit am Unternehmen über ein Jahrhundert. Im Zweiten Weltkrieg erlitten die Werksanlagen bei den alliierten Luftangriffen auf Hannover 1944 schwere Schäden und die Produktion wurde eingestellt. In der Nachkriegszeit kam es zur behelfsmäßigen Herstellung von Kalkerzeugnissen. Erst nach der Erteilung der Produktionsgenehmigung durch die britische Militärregierung 1948 kam es zum Wiederaufbau der Werksanlagen und einer verbesserten Abtransportmöglichkeit durch die Anlage eines Hafenbeckens am Stichkanal Misburg. 1959 war der Zementabsatz mit 400.000 Tonnen auf dem Höchststand. In dieser Zeit wurde Zement vor allem zur Wiederinstandsetzung der bombengeschädigten Wohnhäuser und dem Bau neuer Wohnhäuser benötigt.
Mitte der 1970er Jahre setzte eine Abschwächung der Baukonjunktur ein und in Verbindung mit der Ölpreiskrise von 1973 kam es zu einem lang anhaltenden Niedergang der Bau- und Zementindustrie. In den 1980er Jahren profitierte das Werk von Sondereffekten des Straßenbaus und konnte sich vorübergehend der Rezession entziehen. Die deutsche Wiedervereinigung von 1990 brachte der Teutonia 1991 die Vollauslastung zurück. Die Mitte der 1990er Jahre erneut einsetzende Baurezession führte 2004 zur Übernahme der Teutonia durch HeidelbergCement.

## Soziale Infrastruktur und Werkswohnungen
Um 1900 begann das Unternehmen unter der Leitung von Berthold Lange, werkseigene Arbeiterwohnhäuser zu errichten, um der wachsenden Nachfrage nach Wohnraum für die Beschäftigten des Zementwerks zu begegnen. Die Wohnhäuser entstanden in unmittelbarer Nähe zum Werksgelände in Misburg.
Die bis heute erhaltene Wohnanlage befindet sich unter der Adresse Lohweg 12–20 und gilt als Beispiel betrieblicher Wohnraumversorgung im industriellen Hannover. Ziel war es, den für die Produktion benötigten Arbeitskräften angemessenen Wohnraum in Werksnähe zur Verfügung zu stellen.
Die heutige Verwaltung der Häuser obliegt der Wobau Hannover-Ost.

## Erweiterung um HaPaSa
Im Jahr 1932 wurde durch Berthold Lange Jr., dem Sohn des Unternehmensgründers, die hannoversche Papiersackfabrik GmbH (kurz HaPaSa) gegründet. Sie stand auf dem Gelände der Teutonia am Lohweg, mit direktem Anschluss zur Straße und an die Eisenbahntrasse. Sie diente vor allem der Herstellung von mehrlagigen Papiersäcken zur Verpackung von Zementprodukten und versorgte damit vorrangig das benachbarte Zementwerk.
Die Gründung der HaPaSa fiel in eine Zeit technischer Umstellungen in der Zementindustrie, in der traditionelle Verpackungen zunehmend durch kostengünstigere, automatisiert befüllbare Ventilsäcke aus Papier ersetzt wurden. Die HaPaSa spezialisierte sich früh auf die Produktion solcher industriellen Verpackungslösungen und trug zur Rationalisierung und Mechanisierung der Zementverpackung bei. Durch die räumliche Nähe zur Zementproduktion war eine enge Verzahnung von Produktion und Verpackung gewährleistet.

## Sonstiges
Im hannoverschen Stadtteil Misburg-Süd wurde die Berthold-Lange-Straße nach dem Gründer des Unternehmens benannt.